# The Frankenstein Chronicles
The Frankenstein Chronicles ou Les Chroniques frankensteiniennes au Québec, est une série télévisée britannique en douze épisodes de 52 minutes créée par Benjamin Ross et Barry Langford, diffusée entre le 11 novembre 2015 et le 6 décembre 2017 sur la chaîne ITV.
En France et en Suisse, la série est diffusée depuis le 12 janvier 2016 sur Canal+ Séries. Elle est également diffusée au Québec et en Suisse sur Netflix, et en France depuis le mois de mars 2018.

## Synopsis
Londres, 1827. Inspecteur à la police fluviale, John Marlott est chargé d'enquêter sur la découverte, aux bords de la Tamise, du cadavre d'une enfant composé d'un assemblage de plusieurs corps. Sa propre histoire (décès de son épouse et de sa fille, souvenirs de guerre, syphilis et hallucinations consécutives à son traitement) entre en résonance avec cette affaire, bientôt aggravée par de nouvelles disparitions d'enfants dans les quartiers désœuvrés.
Le contexte de l'époque est marqué par des querelles idéologiques et religieuses sur l'avancée de la médecine, notamment l'anatomie, la dissection et le statut même des cadavres, devenant pour certains marchandises revendues aux Facultés de médecine. Tout au long de son enquête, Marlott croisera des personnalités du monde politique, scientifique et artistique (le poète William Blake, la romancière Mary Shelley, auteur du fameux Frankenstein ou le Prométhée moderne) qui, chacune, apporteront leurs visions et leurs arguments dans cet épineux débat.

## Fiche technique
- Titre original et français : The Frankenstein Chronicles
- Autres titres francophones : Les Chroniques frankensteiniennes (Québec)
- Création : Benjamin Ross et Barry Langford
- Production : David Tanner et Carol Moorhead
  - Production exécutive : Tracey Scoffield et Frank Doelger
- Réalisation : Benjamin Ross
- Direction artistique : Cyrille Artaux
- Costumes : Susan Scott
- Son : O'Bahamas
- Musique : Harry Escott et Roger Goula
- Sociétés de production : Rainmark Films, Far Moor et ITV
  - Coproduction : Sean Bean  et Olivier Butler
- Pays d'origine :  Royaume-Uni
- Format : couleur - 1,77:1
- Genre : fantastique
- Nombre de saisons : 2
- Nombre d'épisodes : 12
- Durée : 52 minutes
- Date de première diffusion : Royaume-Uni : 11 novembre 2015

## Distribution
- Sean Bean[1] (VF : François-Eric Gendron) : John Marlott
- Tom Ward (en) (VF : Alexis Victor) : Sir Robert Peel
- Richie Campbell (en) (VF : Namakan Koné) : Joseph Nightingale
- Ed Stoppard (VF : Emmanuel Lemire) : Lord Daniel Hervey
- Vanessa Kirby (VF : Alexandra Garijo) : Lady Jemima Hervey
- Ryan Sampson (en) : Boz (Charles Dickens), journaliste au Morning Chronicle
- Robbie Gee (VF : Jean-Paul Pitolin) : Billy Oates
- Anna Maxwell Martin (VF : Sylvie Jacob) : Mary Shelley (saison 1)
- Charlie Creed-Miles (VF : Cyrille Monge) : Tom Pritty (saison 1)
- Eloise Smyth (VF : Leslie Lipkins) : Flora (saison 1)
- Samuel West (VF : Eric Herson-Macarel) : Sir William Chester (saison 1)
- Mark Bazeley (VF : Bernard Bollet) : Garnet Chester (saison 1)
- Elliot Cowan (VF : Bruno Magne) : Sir Bentley Warburton (saison 1)
- Kate Dickie (VF : Natacha Muller) : Mme Bischop (saison 1)
- Steven Berkoff : William Blake (saison 1)
- Deirdre Mullins (en) : Agnes Marlott (saison 1)
- Laurence Fox : Frederick Dipple (saison 2)
- Maeve Dermody : Esther Rose (saison 2)
- Victoria Emslie : Automaton (saison 2)
- Lily Lesser (VF : Youna Noiret) : Ada Byron (saison 2)
- Kerrie Hayes (en) : Queenie Pickett (saison 2)

 Source et légende : version française (VF) sur RS Doublage et Doublage Séries Database

## Épisodes

### Première saison (2015)
1. Un monde dépourvu de Dieu (A World Without God) : Pendant une opération pour arrêter un gang de trafiquants d'opium, l'inspecteur John Marlott (Sean Bean) découvre un corps sur la rive de la Tamise. Après examen, il s'avère que le corps est un assemblage de différentes parties du corps d'au moins huit enfants. Le secrétaire d'Etat à l'Intérieur Robert Peel (Tom Ward) ordonne à Marlott d'enquêter discrètement. Marlott enrôle un gamin des rues qui lui dit avoir entendu parler d'un "monstre" qui chasse et enlève les enfants la nuit dans la zone de Smithfield market. Marlott soupçonne que certains morceaux de corps pourraient appartenir à la fille du boucher local Alice Evans, qui a mystérieusement disparu une semaine avant. Avec l'aide de l'agent Nightingale (Richie Campbell), Marlott identifie une taverne, où il soupçonne que certains des enfants aient pu avoir été enfermés.
2. Visions (Seeing Things) : Après sa découverte sur les bords de la Tamise, l'inspecteur Marlott rend visite à l'artiste et graveur William Blake, qui est sur son lit de mort.
3. Au cœur des ténèbres (All the Lost Children) : Après avoir échappé aux griffes de Billy Oates, Flora demande son aide à Marlott. Alors que l'enquête continue, Marlott se rend à Kentish Town pour interroger Mary Shelley.
4. Un monde souterrain (The Fortunes of War) : Marlott et Pritty demandent de l'aide à un vagabond local pour identifier le gang meurtrier qui se cache dans les tunnels sous Smithfield market.
5. Les Meurtres de Frankenstein (The Frankenstein Murders) : Boz publie son article, Les meurtres de Frankenstein, qui provoque un tollé et rend Peel furieux, à la veille de la loi sur l'anatomie.
6. La Résurrection (Lost and Found) : Convaincu de la culpabilité de Daniel Hervey, Marlott commence à fouiller les sous-sols de l'hôpital, où il trouve Alice, retenue captive par le fidèle serviteur de Hervey, Lloris. Alice réussit à s'échapper, mais Marlott est capturé par Hervey ; quand il se réveille quelques heures plus tard, il découvre qu'il est couvert de sang, et que le corps sans vie de Flora gît sur la table de la cuisine. Bien qu'il clame son innocence, Marlott apprend qu'il a été condamné à la potence.

### Deuxième saison (2017)
1. Le Fils prodigue (Prodigal Son)
2. Sous les traits de John Marlott (Not John Marlott)
3. Plutôt morts que vivants (Seeing the Dead)
4. Une âme perdue (Little Boy Lost)
5. Le Mariage du ciel et de l'enfer (The Marriage of Heaven and Hell)
6. La Fiancée de Frankenstein (Bride of Frankenstein)

## Autour de la série
Bien que prenant quelques libertés avec la vérité historique, la série évoque notamment le contexte de formation de la police métropolitaine de Londres par le Secrétaire d'État à l'Intérieur Sir Robert Peel.
La série a été filmée en Irlande du Nord en 2015,,.

## Réception
Sur le site Rotten Tomatoes, la saison 1 a eu une note positive de 80%, basée sur l'avis de dix critiques.